# 夏日假期玫瑰花
《夏日假期玫瑰花》是鳳飛飛第二十四張個人專輯；1976年7月海山唱片發行。
專輯收錄林鳳嬌、秦祥林與劉文正 、恬妞主演的電影《夏日假期玫瑰花》主題曲與插曲。

## 專輯曲目
| 曲序 | 曲名           | 作詞   | 作曲 | 編曲 | 長度   | 備註                                                        |
| A1   | 夏日假期玫瑰花 | 張仁道 | 古月 |      | 03'49" | 吳秀珠翻唱；收錄於《愛有明天》 電影《夏日假期玫瑰花》主題曲 |
| A2   | 有人喜歡你     | 張仁道 | 古月 |      |        | 電影《夏日假期玫瑰花》插曲                                  |
| A3   | 風飛飛雲飛飛   | 張仁道 | 古月 |      | 03'09" | 電影《夏日假期玫瑰花》插曲                                  |
| A4   | 默默無言       | 李孤   |      |      |        | 吳秀珠翻唱；收錄於《風雨中的寧靜》                          |
| A5   | 不了緣         | 慎芝   |      |      | 03'36" | 原唱：楊小萍                                                |
| A6   | 如果未曾認識你 | 陳冰絃 | 黃敏 |      | 03'17" | 原唱：吳秀珠                                                |
| B1   | 我喜歡這裡     | 張仁道 | 古月 |      |        | 尤雅翻唱；收錄於《愛雲》 電影《夏日假期玫瑰花》插曲         |
| B2   | 記得我         | 張仁道 | 古月 |      | 02'50" | 陳蘭麗翻唱；收錄於《小雨絲絲》 電影《夏日假期玫瑰花》插曲   |
| B3   | 你最愛我       | 杜莉   |      |      | 03'22" | 原唱：蔡咪咪                                                |
| B4   | 你最了解我     | 詠詠   | 古月 |      |        | 原唱：邱圓舒                                                |
| B5   | 秋戀           | 杜莉   | 姚敏 |      |        | 原唱：李雅芳                                                |
| B6   | 山邊           | 杜莉   | 古月 |      |        | 原唱：楊雅卉                                                |

## 專輯版本
- 黑膠唱片[3]
  - 1976年7月台灣海山唱片發行
  - 1976年9月新加坡、馬來西亞、香港東尼機構發行[4]
- 卡帶
  - 1976年7月海山唱片發行
  - 1976年9月新加坡、馬來西亞、香港東尼機構發行
- CD
  - 【昨日‧現在‧永遠的鳳飛飛版】2003年10月麗歌唱片發行[5]
  - 【鳳飛飛海山飛藏專輯全記錄】2015年1月飛躍藝人經紀工作室製作；喜瑪拉雅發行